# U-52 (tàu ngầm Đức) (1938)
U-52 là một tàu ngầm tấn công  Lớp Type VII thuộc phân lớp Type VIIB được Hải quân Đức Quốc Xã chế tạo trước Chiến tranh Thế giới thứ hai. Nhập biên chế năm 1939, nó đã thực hiện được tám chuyến tuần tra và đánh chìm được mười ba tàu buôn với tổng tải trọng 56.333 GRT. U-52 được rút về vai trò huấn luyện từ tháng 6, 1941 rồi xuất biên chế vào tháng 10, 1943. Nó bị máy bay Không quân Hoàng gia Anh đánh chìm tại Neustadt vào ngày 3 tháng 5, 1945.

## Thiết kế và chế tạo

### Thiết kế
Phân lớp VIIB của Tàu ngầm Type VII là một phiên bản VIIA được mở rộng. Chúng có trọng lượng choán nước 753 t (741 tấn Anh) khi nổi và 857 t (843 tấn Anh) khi lặn). Con tàu có chiều dài chung 66,50 m (218 ft 2 in), lớp vỏ trong chịu áp lực dài 48,80 m (160 ft 1 in), mạn tàu rộng 6,20 m (20 ft 4 in), chiều cao 9,50 m (31 ft 2 in) và mớn nước 4,74 m (15 ft 7 in).
Chúng trang bị hai động cơ diesel Germaniawerft F46 6-xy lanh 4 thì, tổng công suất 2.800–3.200 PS (2.100–2.400 kW; 2.800–3.200 bhp), dẫn động hai trục chân vịt đường kính 1,23 m (4,0 ft), cho phép đạt tốc độ tối đa 17,9 kn (33,2 km/h), và tầm hoạt động tối đa 8.700 nmi (16.100 km) khi đi tốc độ đường trường 10 kn (19 km/h). Khi đi ngầm dưới nước, chúng sử dụng hai động cơ/máy phát điện Brown, Boveri & Cie GG UB 720/8 tổng công suất 750 PS (550 kW; 740 shp). Tốc độ tối đa khi lặn là 8 kn (15 km/h), và tầm hoạt động 90 nmi (170 km) ở tốc độ 4 kn (7,4 km/h). Con tàu có khả năng lặn sâu đến 230 m (750 ft).
Vũ khí trang bị có năm ống phóng ngư lôi 53,3 cm (21 in), bao gồm bốn ống trước mũi và một ống phía đuôi, và mang theo tổng cộng 14 quả ngư lôi, hoặc tối đa 22 quả thủy lôi TMA, hoặc 33 quả TMB. Tàu ngầm Type VIIB bố trí một hải pháo 8,8 cm SK C/35 cùng một pháo phòng không 2 cm (0,79 in) trên boong tàu. Thủy thủ đoàn bao gồm 4 sĩ quan và 40-56 thủy thủ.

### Chế tạo
U-52 được đặt hàng vào ngày 15 tháng 5, 1937, và được đặt lườn tại xưởng tàu của hãng Friedrich Krupp Germaniawerft tại Kiel vào ngày 9 tháng 3, 1938. Nó được hạ thủy vào ngày 21 tháng 12, 1938, và nhập biên chế cùng Hải quân Đức Quốc Xã vào ngày 4 tháng 2, 1939 dưới quyền chỉ huy của Hạm trưởng, Đại úy Hải quân Wolfgang Barten.

## Lịch sử hoạt động

### 1939

#### Chuyến tuần tra thứ nhất
Khi mâu thuẫn với Ba Lan có nguy cơ bùng nổ thành xung đột, U-52 lên đường từ cảng Kiel vào ngày 19 tháng 8, 1939, trước khi Thế Chiến II chính thức diễn ra vào ngày 1 tháng 9, nhằm cho phép nó tấn công tàu bè đối phương ngay khi xung đột bắt đầu. Chiếc tàu ngầm tiến vào Bắc Hải, rồi băng qua khe GIUK giữa Scotland và quần đảo Faroe để vòng qua quần đảo Anh. Nó đi đến khu vực Tây Nam Ireland vào ngày 1 tháng 9, đúng ngày Đức xâm chiếm Ba Lan; tuy nhiên U-52 đã không đánh chìm mục tiêu nào và quay trở về Kiel vào ngày 17 tháng 9.

### 1940

#### Chuyến tuần tra thứ hai
Sau khi chuyển căn cứ từ Kiel đến Heligoland và sau đó đến Wilhelmshaven, U-52 khởi hành từ Heligoland vào ngày 27 tháng 2 cho chuyến tuần tra thứ hai trong chiến tranh. Nó hoạt động tại Bắc Hải và vùng biển phía Bắc Scotland, nhưng vẫn không tìm thấy mục tiêu nào có giá trị, nên kết thúc chuyến tuần tra và quay trở về Wilhelmshaven vào ngày 4 tháng 4.

#### Chuyến tuần tra thứ ba
Khởi hành từ Wilhelmshaven vào ngày 7 tháng 4 cho chuyến tuần tra thứ ba, U-52 hoạt động tại vùng biển phía Bắc Scotland và dọc suốt bờ biển Na Uy để hỗ trợ cho Chiến dịch Weserübung nhằm xâm chiếm đất nước này. Chiếc tàu ngầm vẫn không không đánh chìm được mục tiêu nào, nên kết thúc chuyến tuần tra và quay trở về Kiel vào ngày 29 tháng 4. 

#### Chuyến tuần tra thứ tư
Xuất phát từ Kiel vào ngày 8 tháng 6, U-52 đi theo lộ trình băng qua khe GIUK và vòng qua quần đảo Anh để hoạt động trong khu vực vịnh Biscay và phía Tây Nam Ireland. Chiếc tàu ngầm có chiến công đầu tiên khi cùng đánh chìm tàu buôn Anh The Monarch và tàu buôn Bỉ Ville de Namur trong vịnh Biscay, khoảng 60 nmi (110 km) về phía Tây đảo Belle, Pháp vào ngày 19 tháng 6. Sau đó nó tiếp tục đánh chìm tàu buôn Phần Lan Hilda vào ngày 21 tháng 6 và tàu buôn Hy Lạp Thetis A. vào ngày 14 tháng 7. U-52 kết thúc chuyến tuần tra và đi đến cảng Lorient bên bờ biển Đại Tây Dương của Pháp đã bị Đức Quốc Xã chiếm đóng, đến nơi vào ngày 21 tháng 7, giúp nó mở rộng thêm tầm hoạt động.

#### Chuyến tuần tra thứ năm
Xuất phát từ Lorient vào ngày 27 tháng 7 cho chuyến tuần tra thứ năm, đây là chuyến tuần tra thành công nhất của U-52 tính theo tải trọng tàu bị đánh chìm, 17.102 GRT. Vào ngày 4 tháng 8, nó tấn công Đoàn tàu HX 60 ở vị trí khoảng 300 nmi (560 km) về phía Tây Nam Bloody Foreland, Ireland, và đã đánh chìm các tàu buôn Anh Gogovale, King Alfred và Goodleigh. Các tàu hộ tống đã phản công bằng mìn sâu khiến chiếc tàu ngầm bị hư hại đáng kể. Sau khi quay trở về Kiel vào ngày 13 tháng 8, nó phải mất gần bốn tháng để sửa chữa.

#### Chuyến tuần tra thứ sáu
Xuất phát từ Kiel vào ngày 17 tháng 11 cho chuyến tuần tra thứ sáu, U-52 buộc phải băng qua khe GIUK để đi đến Khu vực Tiếp cận phía Tây. Vào ngày 2 tháng 12, nó tấn công Đoàn tàu HX 90 ở vị trí 360 nmi (670 km) về phía Tây Bloody Foreland, Ireland, và đã đánh chìm các tàu buôn Anh Tasso và Goodleigh. U-52 kết thúc chuyến tuần tra và quay trở về cảng Lorient, Pháp vào ngày 28 tháng 12.

### 1941

#### Chuyến tuần tra thứ bảy
U-52 khởi hành từ cảng Lorient vào ngày 22 tháng 1 cho chuyến tuần tra thứ bảy. Nó tấn công Đoàn tàu OB 280 và đánh chìm chiếc tàu buôn Na Uy Ringhorn vào ngày 4 tháng 2; sau đó ở vị trí 165 nmi (306 km) về phía Tây Nam Rockall, nó đánh chìm chiếc tàu buôn Anh Canford Chine thuộc Đoàn tàu OG 52 vào ngày 10 tháng 2, không có thành viên thủy thủ đoàn nào sống sót. U-52 quay trở về cảng Lorient, Pháp vào ngày 24 tháng 2.

#### Chuyến tuần tra thứ tám
U-52 khởi hành từ cảng Lorient vào ngày 3 tháng 4 cho chuyến tuần tra thứ tám, cũng là chuyến cuối cùng. Vào ngày 10 tháng 4, nó tấn công chiếc tàu buôn Hà Lan Saleier vốn bị tách khỏi Đoàn tàu OB 306; Saleier đắm chỉ trong vòng 15 giây sau khi trúng quả ngư lôi thứ hai lúc 19 giờ 55 phút. Toàn bộ 63 thành viên thủy thủ đoàn Saleier đều sống sót trên ba xuồng cứu sinh, và được tàu khu trục Hoa Kỳ USS Niblack cứu vớt vào ngày hôm sau. Đến ngày 14 tháng 4, ở vị trí cách 700 nmi (1.300 km) về phía Đông mũi Farewell ở cực Nam Greenland, nó đánh chìm tàu buôn Bỉ Ville de Liège, rồi kết thúc chuyến tuần tra và quay trở về Kiel vào ngày 1 tháng 5.

### 1942 - 1945
U-52 được rút về vai trò huấn luyện từ tháng 6, 1941, rồi xuất biên chế tại Danzig vào tháng 10, 1943 để sử dụng như tàu huấn luyện cố định. Khi xung đột bước vào giai đoạn kết thúc, U-52 bị máy bay tiêm kích Hawker Typhoon thuộc Liên đội 175 Không quân Hoàng gia Anh đánh chìm bằng rocket tại Neustadt, tại tọa độ 54°07′B 10°50′Đ / 54,117°B 10,833°Đ vào ngày 3 tháng 5, 1945.
Xác tàu đắm được trục vớt và tháo dỡ vào các năm 1946-1947.

### Tóm tắt chiến công
U-52 đã đánh chìm được mười ba tàu buôn với tổng tải trọng 56.333 GRT:
| Ngày             | Tên tàu        | Quốc tịch      | Tải trọng | Số phận      |
| ---------------- | -------------- | -------------- | --------- | ------------ |
| 19 tháng 6, 1940 | The Monarch    | United Kingdom | 824       | Bị đánh chìm |
| 19 tháng 6, 1940 | Ville de Namur | Belgium        | 7.463     | Bị đánh chìm |
| 21 tháng 6, 1940 | Hilda          | Finland        | 1.144     | Bị đánh chìm |
| 14 tháng 7, 1940 | Thetis A.      | Greece         | 4.111     | Bị đánh chìm |
| 4 tháng 8, 1940  | Geraldine Mary | United Kingdom | 7.244     | Bị đánh chìm |
| 4 tháng 8, 1940  | Gogovale       | United Kingdom | 4.586     | Bị đánh chìm |
| 4 tháng 8, 1940  | King Alfred    | United Kingdom | 5.272     | Bị đánh chìm |
| 2 tháng 12, 1940 | Goodleigh      | United Kingdom | 5.448     | Bị đánh chìm |
| 2 tháng 12, 1940 | Tasso          | United Kingdom | 1.586     | Bị đánh chìm |
| 4 tháng 2, 1941  | Ringhorn       | Norway         | 1.298     | Bị đánh chìm |
| 10 tháng 2, 1941 | Canford Chine  | United Kingdom | 3.364     | Bị đánh chìm |
| 10 tháng 4, 1941 | Saleier        | Netherlands    | 6.563     | Bị đánh chìm |
| 14 tháng 4, 1941 | Ville de Liège | Belgium        | 7.430     | Bị đánh chìm |